# My Sunday Feeling
«My Sunday Feeling» es la canción con la que se abre el primer álbum de los Jethro Tull, This Was.

## Intérpretes
- Ian Anderson: voz, flauta, armónica, claghorn y piano.
- Mick Abrahams: guitarra y guitarra de 9 cuerdas.
- Clive Bunker: batería, hooter, charm bracelet y percusión.
- Glenn Cornick: bajo.

## Versiones de "My Sunday Feeling" realizadas por Jethro Tull
| Año  | Título                                 | Autor          | Interpretaciones | Tiempo | Álbum (CD) / EP / Single de referencia                                 |
| ---- | -------------------------------------- | -------------- | ---------------- | ------ | ---------------------------------------------------------------------- |
| 1968 | "My Sunday Feeling" (versión original) | (Ian Anderson) |                  | 3:42   | This Was                                                               |
| 1970 | "My Sunday Feeling" (en vivo)          | (Ian Anderson) |                  | 5:20   | Nothing Is Easy: Live at the Isle of Wight 1970                        |
| 1992 | "My Sunday Feeling" (en vivo)          | (Ian Anderson) |                  | 3:56   | The Beacons Bottom Tapes / The 25th Anniversary Boxed Set (Disco Tres) |
| 1993 | "My Sunday Feeling" (remezcla)         | (Ian Anderson) |                  | 3:40   | The 25th Anniversary Boxed Set (Disco Uno: "Remixed")                  |
| 2001 | "My Sunday Feeling" (en vivo)          | (Ian Anderson) |                  | 4:00   | Living with the Past                                                   |

## Versión del tema incluido en el álbumThis Is!de Mick Abrahams
| #  | Título              | Autor          | Tiempo |
| -- | ------------------- | -------------- | ------ |
| 1. | "My Sunday Feeling" | (Ian Anderson) | 4:47   |